# ヴィッラール・フォッキアルド
ヴィッラール・フォッキアルド（伊: Villar Focchiardo）は、イタリア共和国ピエモンテ州トリノ県にある、人口約2,000人の基礎自治体（コムーネ）。

## 地理

### 位置・広がり

#### 隣接コムーネ
隣接するコムーネは以下の通り。
- ボルゴーネ・スーザ
- コアッツェ
- サン・ディーデロ
- サン・ジョーリオ・ディ・スーザ
- サンタントニーノ・ディ・スーザ